# Кумбитара
Кумбитара (исп. Cumbitara) — город и муниципалитет на юго-западе Колумбии, на территории департамента Нариньо. Входит в состав провинции Ла-Кордильера.

## История
Поселение, из которого позднее вырос город, было основано в 1897 году. Муниципалитет Кумбитара был выделен в отдельную административную единицу 21 ноября 1968 года.

## Географическое положение

Муниципалитет Кумбитара

Город расположен в северо-восточной части департамента, в горной местности Западной Кордильеры, к западу от реки Патия, на расстоянии приблизительно 54 километров к северо-западу от города Пасто, административного центра департамента. Абсолютная высота — 1702 метра над уровнем моря.
Муниципалитет Кумбитара граничит на севере с территорией муниципалитета Эль-Чарко, на северо-востоке — с муниципалитетом Эль-Росарио, на востоке — с муниципалитетом Поликарпа, на юге и юго-западе — с муниципалитетом Лос-Андес, на северо-западе — с муниципалитетом Магуи-Паян. Площадь муниципалитета составляет 344,57 км².

## Население
По данным Национального административного департамента статистики Колумбии, совокупная численность населения города и муниципалитета в 2024 году составляла 6188 человек.
Динамика численности населения муниципалитета по годам:
| 2005   | 2010   | 2015   | 2020 | 2021 | 2022 | 2023 | 2024 |
| ------ | ------ | ------ | ---- | ---- | ---- | ---- | ---- |
| 11 425 | 13 199 | 15 239 | 6048 | 6067 | 6113 | 6152 | 6188 |

Согласно данным переписи 2005 года мужчины составляли 51,2 % от населения Кумбитары, женщины — соответственно 48,8 %. В расовом отношении белые и метисы составляли 99,7 % от населения города; индейцы — 0,2 %; негры, мулаты и райсальцы — 0,1 %.
Уровень грамотности среди всего населения составлял 86,7 %.

## Экономика
Основу экономики муниципалитета составляли сельское хозяйство и золотодобыча. Площадь пастбищ — 11 260 га, площадь сельскохозяйственных угодий — 7000 га. 70,1 % от общего числа городских и муниципальных предприятий составляют предприятия торговой сферы, 22,8 % — предприятия сферы обслуживания, 7,1 % — промышленные предприятия.